# استان همدان

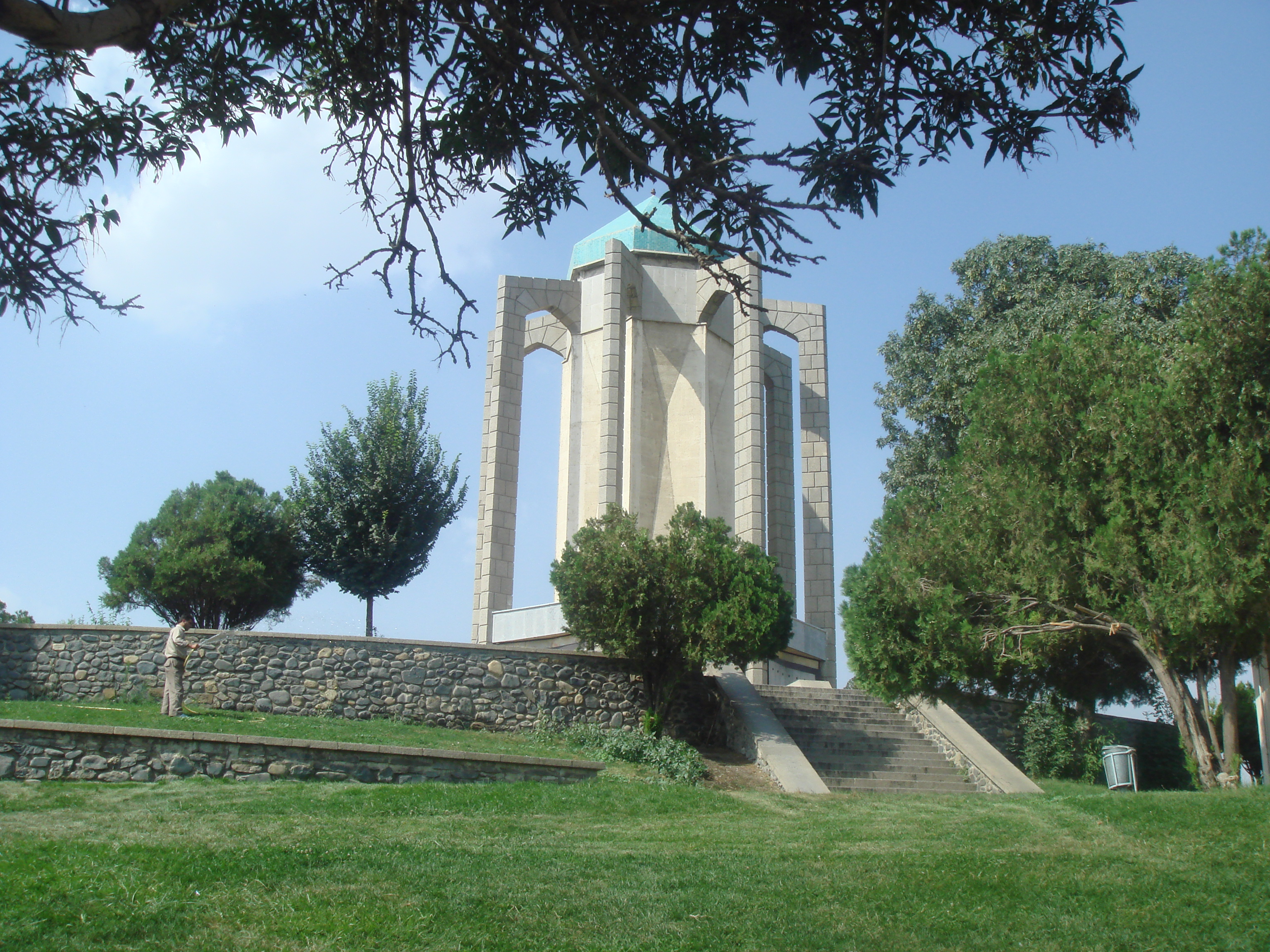
همدان؛ پرجمعیت‌ترین شهر و مرکز استان همدان

ملایر؛ دومین شهر پرجمعیت استان همدان

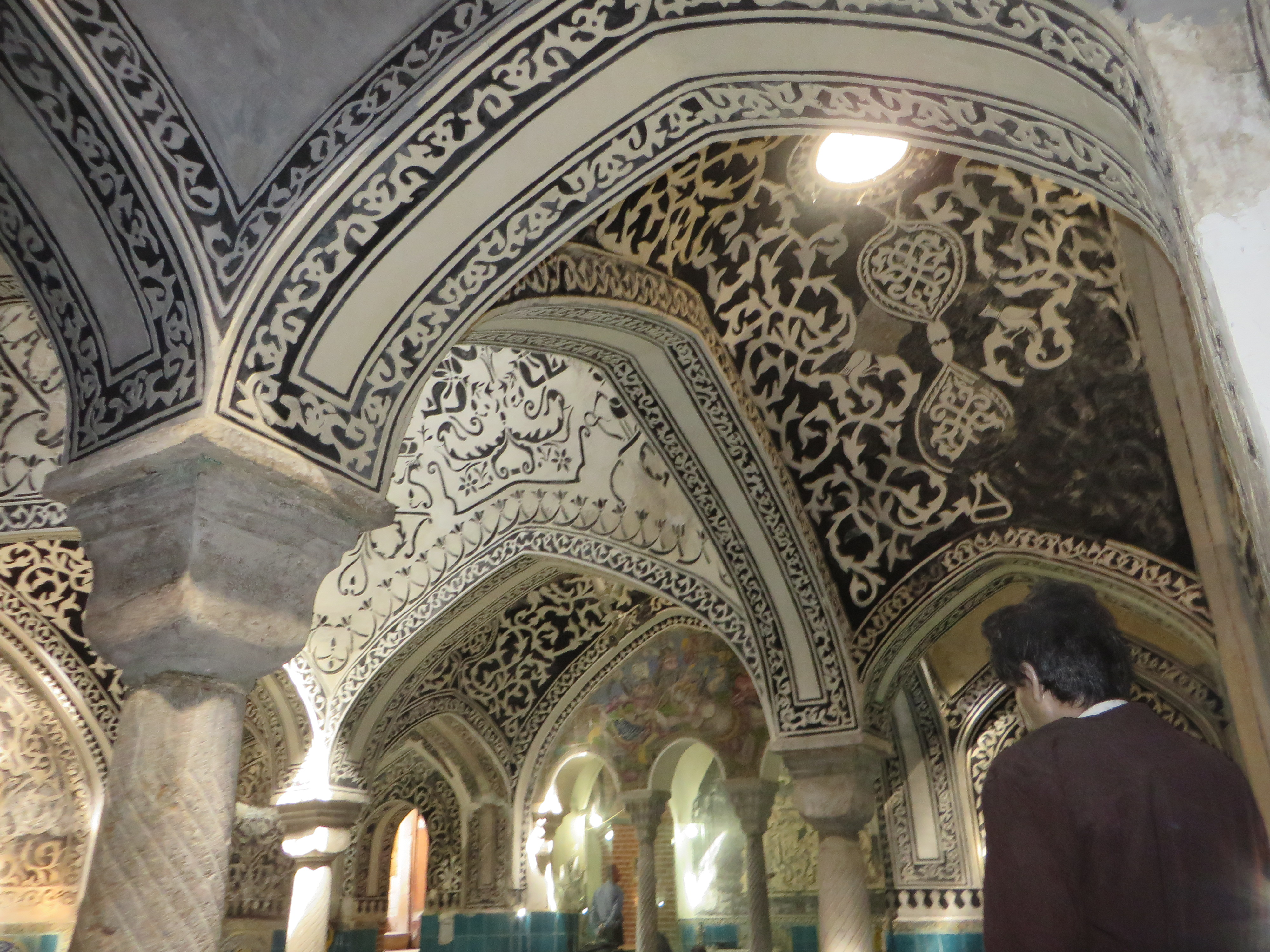
نهاوند؛ سومین شهر بزرگ استان همدان

استان همدان یکی از استان‌های ایران است. مرکز این استان، شهر همدان است. استان همدان از دید جمعیت، چهاردهمین و از دید گستره، بیست و سومین استان کشور شمرده می‌شود. جمعیت این استان بر پایهٔ سرشماری سال ۱۳۹۵ افزون بر ۱٬۷۵۸٬۲۶۸ نفر بوده است. شهرستان این استان عبارتند از: همدان، ملایر، نهاوند، تویسرکان، اسدآباد، کبودراهنگ، رزن، بهار، فامنین، درگزین.
همدان با ۲۰٬۱۷۳ کیلومتر مربع گستره، از سوی شمال به استان‌های زنجان و قزوین، از سوی جنوب به استان لرستان، از سوی شرق به استان مرکزی و از سوی غرب به استان‌های کردستان و کرمانشاه محدود می‌شود. این استان میان مدارهای ۳۳ درجه و ۵۹ دقیقه تا ۳۵ درجه و ۴۸ دقیقهٔ عرض شمالی و ۴۷ درجه و ۳۴ دقیقه تا ۴۹ درجه و ۳۶ دقیقهٔ طول شرقی قرار گرفته و شامل ۱۰ شهرستان، ۲۵ بخش، ۳۰ شهر، ۷۳ دهستان و ۱۲۱۰ روستا است.

## تقسیمات استانی
مرکز استان همدان شهر همدان است. استان همدان در سال ۱۳۵۲ از فرمانداری کل به استان تبدیل شد. این استان دارای شهرستان‌های زیر می‌باشد:
| نقشه استان همدان با مرکزیت: همدان                             | شهرستان   | بخش       | مرکز بخش    |
| ------------------------------------------------------------- | --------- | --------- | ----------- |
| همدان فامنین رزن کبودرآهنگ بهار اسدآباد ملایر تویسرکان نهاوند | همدان     | شرا       | قهاوند      |
| همدان فامنین رزن کبودرآهنگ بهار اسدآباد ملایر تویسرکان نهاوند | همدان     | مرکزی     | همدان       |
| همدان فامنین رزن کبودرآهنگ بهار اسدآباد ملایر تویسرکان نهاوند | ملایر     | جوکار     | جوکار       |
| همدان فامنین رزن کبودرآهنگ بهار اسدآباد ملایر تویسرکان نهاوند | ملایر     | سامن      | سامن        |
| همدان فامنین رزن کبودرآهنگ بهار اسدآباد ملایر تویسرکان نهاوند | ملایر     | مرکزی     | ملایر       |
| همدان فامنین رزن کبودرآهنگ بهار اسدآباد ملایر تویسرکان نهاوند | ملایر     | زند       | زنگنه       |
| همدان فامنین رزن کبودرآهنگ بهار اسدآباد ملایر تویسرکان نهاوند | نهاوند    | خزل       | فیروزان     |
| همدان فامنین رزن کبودرآهنگ بهار اسدآباد ملایر تویسرکان نهاوند | نهاوند    | مرکزی     | نهاوند      |
| همدان فامنین رزن کبودرآهنگ بهار اسدآباد ملایر تویسرکان نهاوند | نهاوند    | زرین‌دشت   | برزول       |
| همدان فامنین رزن کبودرآهنگ بهار اسدآباد ملایر تویسرکان نهاوند | نهاوند    | گیان      | گیان        |
| همدان فامنین رزن کبودرآهنگ بهار اسدآباد ملایر تویسرکان نهاوند | تویسرکان  | قلقل رود  | فرسفج       |
| همدان فامنین رزن کبودرآهنگ بهار اسدآباد ملایر تویسرکان نهاوند | تویسرکان  | مرکزی     | تویسرکان    |
| همدان فامنین رزن کبودرآهنگ بهار اسدآباد ملایر تویسرکان نهاوند | کبودرآهنگ | گل‌تپه     | گل‌تپه       |
| همدان فامنین رزن کبودرآهنگ بهار اسدآباد ملایر تویسرکان نهاوند | کبودرآهنگ | مرکزی     | کبودرآهنگ   |
| همدان فامنین رزن کبودرآهنگ بهار اسدآباد ملایر تویسرکان نهاوند | کبودرآهنگ | شیرین‌سو   | شیرین‌سو     |
| همدان فامنین رزن کبودرآهنگ بهار اسدآباد ملایر تویسرکان نهاوند | اسدآباد   | مرکزی     | اسدآباد     |
| همدان فامنین رزن کبودرآهنگ بهار اسدآباد ملایر تویسرکان نهاوند | اسدآباد   | پیرسلمان  | آجین        |
| همدان فامنین رزن کبودرآهنگ بهار اسدآباد ملایر تویسرکان نهاوند | بهار      | لالجین    | لالجین      |
| همدان فامنین رزن کبودرآهنگ بهار اسدآباد ملایر تویسرکان نهاوند | بهار      | مرکزی     | بهار        |
| همدان فامنین رزن کبودرآهنگ بهار اسدآباد ملایر تویسرکان نهاوند | بهار      | صالح آباد | صالح‌آباد    |
| همدان فامنین رزن کبودرآهنگ بهار اسدآباد ملایر تویسرکان نهاوند | رزن       | سردرود    | دمق         |
| همدان فامنین رزن کبودرآهنگ بهار اسدآباد ملایر تویسرکان نهاوند | رزن       | مرکزی     | رزن         |
| همدان فامنین رزن کبودرآهنگ بهار اسدآباد ملایر تویسرکان نهاوند | فامنین    | مرکزی     | فامنین      |
| همدان فامنین رزن کبودرآهنگ بهار اسدآباد ملایر تویسرکان نهاوند | فامنین    | پیشخور    | پیشخور      |
| همدان فامنین رزن کبودرآهنگ بهار اسدآباد ملایر تویسرکان نهاوند | درگزین    | مرکزی     | قروه درگزین |
| همدان فامنین رزن کبودرآهنگ بهار اسدآباد ملایر تویسرکان نهاوند | درگزین    | شاهنجرین  | شاهنجرین    |

|  |  |  |  |

## جمعیت‌شناسی

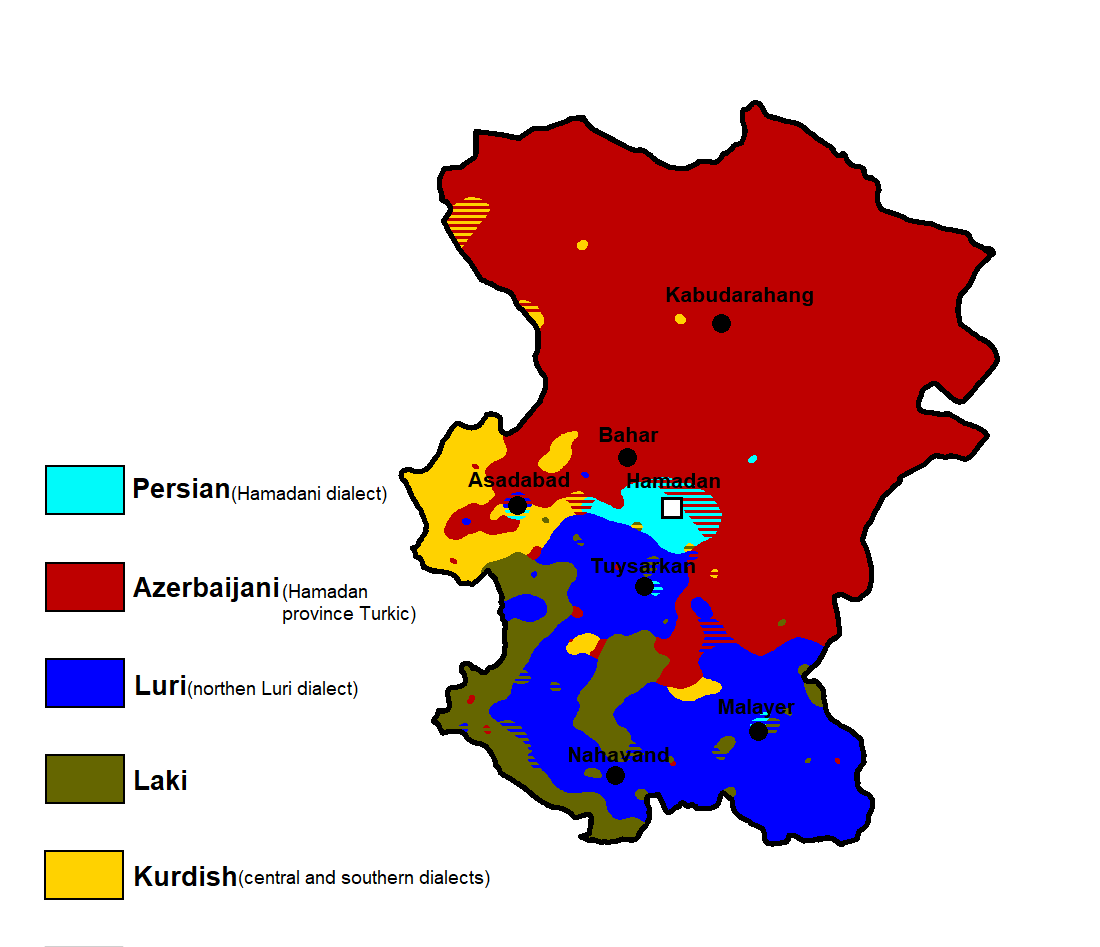
پراکنش جمعیتی اقوام در استان همدان

وبگاه استانداری همدان اقوام ساکن این استان را اینگونه معرفی می‌کند:
- فارسی‌زبان‌ها ساکن در شهر همدان و اسدآباد این استان را معرفی می‌کند.[۷]
- مردم لر، لری شمالی و لک ساکن جنوب این استان به خصوص در شهرستان‌های ملایر، نهاوند، تویسرکان، ،روستاهای مهم سلولان، برزول، فیروزان، سرکان، گیان، زنگنه، سامن، جوکار، و روستاهای حاشیه الوندکوه شهرستان همدان با بیش از ۲۵۶ روستا هستند.[۸]
- ترک‌ها ساکن در شمال، غرب و شرق استان که در مجموع ساکن شهرستانهای کبودر آهنگ، بهار، فامنین، رزن، درگزین، اسدآباد، همدان، و شمال ملایر و ۵۶۲ روستای استان همدان هستند.[۷]
- مردم کرد را ساکن ۱۵۹ روستای همجوار با مرز استان‌های کرمانشاه و کردستان به‌خصوص در شهرستان اسدآباد.[۷]
- همچنین استانداری همدان مسیحیان ایران و یهودیان ایرانی را نیز از دیگر اقوام ساکن در این استان معرفی می‌کند.[۷]

### زبان
زبان ارتباطی و میانجی اقوام مختلف استان همدان فارسی است. و زبان مرکز استان نیز فارسی با گویش همدانی می‌باشد.آذری‌ها بیشتر شهروندان نیمه شمالی استان و لرها ساکن نیمه جنوبی استان هستند.
در استان همدان زبان‌های فارسی، ترکی آذربایجانی، لری و کردی رایج است، همچنین اقلیت‌ها به زبان زبان ارمنی و عبری صحبت می‌کنند. آذری‌ها به‌طور عمده در نیمه شمالی استان که شامل شهرستان‌های رزن، کبودرآهنگ، درگزین، بهار و فامنینو قسمت‌هایی از شهرستان همدان مانند شهر جورقان، سکونت دارند. فارسی‌زبانان در شهرهای همدان٫ اسدآباد و روستاهای شهرستان سکونت دارند. لرها در اکثریت شهرستان‌های جنوبی استان از قبیل نهاوند، ملایر،  تویسرکان سکونت دارند. لرهای استان همدان با زبان لری فیلی صحبت می‌کنندکردها هم به جهت همجواری با استان‌های کردنشین عمدتاً در شهرستان اسدآباد هستند و زندگی می‌کنند.

### گویش‌شناسی
گویش همدانی (هِمِدانی) یکی از گویش‌های فارسی است که در شهر همدان واقع در منطقه غرب ایران صحبت می‌شود. این گویش پیوند نزدیکی با گویش‌های دیگر استان همدان چون مرگانه ای، ملایری، تویسرکانی، اسدآبادی  دارد. بیشتر کارشناسان معتقدند که گویش همدانی بازمانده زبان پارسی میانه (پهلوی) است که در زبان مردم این شهر جاریست.بر پایه یک پژوهش گویش کنونی همدان ربطی به زبان قدیمی شهر همدان ندارد از آن رو که گویش کنونی گویشی از فارسی است و زبان قدیمی همدان زبانی مستقل از فارسی و از شاخه شمال‌غربی زبانهای ایرانی بوده و توسط کلیمیان همدان حفظ شده.
گویش لری تویسرکانی از گویش‌های لری استان همدان است که بیشتر مردم شهر تویسرکان و سایر مناطق لر زبان شهرستان تویسرکان بدان تکلم می‌کنند.علی حصوری این گویش را از گویش‌های زبان لری معرفی می‌کند.استانداری استان همدان از این گویش را لری تویسرکانی می‌داند.خبرگزاری تویسرکان گویش تویسرکانی را از گویش‌های زبان لری معرفی می‌کند.
اسکندر امان‌الهی بهاروند زبان لری را به دو دسته باختری و خاوری تقسیم کرده و گویش مردم تویسرکان را در کنار گویش نهاوندی گویش ملایری در دسته گویش‌های باختری زبان لری قرار داده است.کرم علیرضایی نیز گویش مردمان تویسرکان را گویشی از زبان لری معرفی می‌کنند.
گویش لری نهاوندی از گویش‌های لری استان همدان است. فهرست لینگوییست و اتنولوگ وگاتولوگگویش نهاوندی را گویشی از لری شمالی، و ایرانیکا منطقه نهاوند را یکی از مراکز مهم گویش‌وران لری شمالی می‌داند. اریک آنونبی گویش نهاوندی لری و در دسته‌ای همراه گویش‌های لرستانی قرار داده است.بنیاد کالچرال سروایول بیان می‌کند در نهاوند  به گویش لری شمالی گفت و گو می‌شود.شمس‌الله ویسی  زبان نهاوندی را  لری می‌داند.زبان لُری خود از سه شاخهٔ زبانی تشکیل شده است: ۱- لُرستانی ۲- بختیاری ۳- لُری جنوبی در میان این سه شاخهٔ زبان لُری گویش نهاوندی به شاخهٔ لُرستانی تعلق دارد. در بین گویشهای شاخهٔ  لری استان همدان ، گویش  نهاوندی نسبت به ملایری و تویسرکانی به    گویش لری استان لرستان بسیار نزدیک هستند. گویش نهاوندی به نام گویش نهاوندی از زبان لری به‌دلیل کهنگی و دیرینگی در سال ۱۳۹۶ در لیست فهرست آثار ملی میراث فرهنگی ناملموس به ثبت ملی رسید.
گویش لری آورزمانی یکی از گویش‌های لری استان همدان که عمده مردم دهستان آورزمان بدان سخت می‌گویند.گویش آورزمان به‌دلیل شباهتی که با گویش‌های نهاوندی دارد همانند آنها از گویش‌های لری شاخه لرستانی به‌شمار می‌آید.

### عشایر استان
سازمان امور عشایر ایران طبق سرشماری سال ۱۳۸۷ خورشیدی جمعیت عشایر ییلاقی این استان را ۱۱٫۵۰۰ نفر و ۳٫۰۰۰ خانواده معرفی می‌کند. همچنین جمعیت قشلاقی ساکن در این استان را ۹٫۸۸۱ نفر و ۱٫۸۶۷ خانوار معرفی می‌کند. همدان هجدهمین استان از نظر جمعیت عشایر است و یک درصد جمعیت این استان را عشایر تشکیل می‌دهند که ۹۵٫۰۰۰ هکتار از اراضی کشاورزی این استان را در اختیار دارند. همچنین ۶۰٫۵ درصد از عشایر همدان باسواد هستند.
ایل‌های لر زیار، ترکاشوند، حسنوند، خزایی، و کرد و ترک جمور، شاهسون‌ها، بغدادی، و طایفه‌های یارمطاقلو، ظهرابی، نیازی، ملیجانی، مرشدی، رحمتی، سلیمانی، نظری، میرزاجان، ولیزاده ساکن این استان بوده و طایفه شاهسون با ۲۱۴ خانوار بزرگ‌ترین طایفه ساکن در این استان است. همچنین طایفه مگسه با ۱۴۲ خانوار و طایفه کورانی با ۳۸ خانوار از بزرگ‌ترین طایفه‌های ساکن در این استان به‌شمار می‌آیند.
شهرستان‌های همدان، اسدآباد، بهار، تویسرکان، ملایر و نهاوند از مهم‌ترین سکونتگاه‌های عشایر در این استان به‌شمار می‌روند.

## دین و مذهب
بیشتر شهروندان استان، مسلمان و پیرو مذهب شیعه‌اند. در بعضی مناطق، مذهب اهل سنت و یارسان نیز وجود دارند. در ضمن اقلیت‌های مذهبی مانند مسیحی، یهودی و بهایی نیز، به تعداد بسیار اندکی، ساکن هستند.
از عوامل مهم در شکل‌گیری و تداوم حضور جامعه یهودیان در شهر همدان آرامگاه یا بُقعه اِستِر و مردخای است. این آرامگاه از مهم‌ترین زیارتگاه‌های یهودیان ایران به‌شمار می‌رود.
از مذاهبی که در قانون اساسی به رسمیت شناخته نشده‌اند اما دارای پیروانی در استان همدان می‌باشند می‌توان به یارسان (اهل حق) و بهائیان اشاره نمود.
| دین مردم استان همدان | دین مردم استان همدان | دین مردم استان همدان | دین مردم استان همدان | دین مردم استان همدان |
| -------------------- | -------------------- | -------------------- | -------------------- | -------------------- |
|                      |                      |                      |                      |                      |
| شیعه                 | شیعه                 |                      | ۹۹٫۵٪                | ۹۹٫۵٪                |
| سایر                 | سایر                 |                      | ۰٫۵٪                 | ۰٫۵٪                 |

## جمعیت
استان همدان با مساحت ۱۹۴۹۳ کیلومتر مربع، ۱/۲ درصد از مساحت کل کشور را در بر می‌گیرد، در حالی که ۲/۴۲ درصد از کل جمعیت کشور را در خود جای داده است. استان همدان در سال ۱۳۹۰، ۱٬۷۵۸٬۲۶۸ نفر سرشماری گردید. در این سال بعد خانوار ۵/۳ نفر، نسبت جنسی ۱۰۱، ۵۰/۲ درصد از جمعیت مرد، ۴۹/۸ درصد از جمعیت زن و میزان شهرنشینی ۵۹/۲ درصد بوده است. تراکم نسبی ۸۸ نفر در کیلومتر مربع استان همدان را در ردیف یکی از پرتراکم‌ترین استان‌های کشور قرار داده است. به‌ترتیب شهرستان‌های همدان، نهاوند، و بهار با تراکم‌های نسبی جمعیت ۲۱۰، ۱۱۸ و ۹۲ نفر در کیلومتر مربع پرتراکم‌ترین شهرستان‌های استان را تشکیل می‌دهند. برخورداری استان همدان از آب و هوای معتدل، زمین‌های هموار و حاصل‌خیز، کوهپایه‌ها، بهداشت و درمان از عوامل تراکم جمعیت بالاست. در همه جای استان، جمعیت به‌طور یکنواخت پراکنده نشده است. پرتراکم‌ترین شهرستان استان، همدان با ۱۵۶ نفر و کم‌تراکم‌ترین شهرستان استان، فامنین با ۳۲ نفر در کیلومتر مربع بوده است. از دلایل تراکم زیاد جمعیت در شهرستان همدان می‌توان به مرکزیت اداری و سیاسی استان، مهاجرپذیر بودن این شهرستان، مرکز خدمات رسانی، برخورداری از مراکز علمی و دانشگاهی، شرایط اشتغال بهتر، درآمد بیشتر و غیره اشاره نمود.
مهاجرت از روستا به شهر در زمره مهم‌ترین مسائل اجتماعی و اقتصادی استان به‌شمار می‌آید. بیکاری و نبود فرصت‌های شغلی، درآمد کم در بعضی نقاط روستایی، نداشتن زمین کشاورزی، کمبود امکانات و مشکلات زندگی در روستا، وابستگی فامیلی در شهر و غیره باعث شده تا روستائیان به شهرهای استان یا به خارج از استان مهاجرت کنند. البته نرخ موالید در استان بالاست، ولی به‌دلیل عدم توسعه اقتصادی، استان دچار مهاجرفرستی شده است، لذا استان همدان یک استان مهاجرفرست است. به جز شهرستان همدان که رشد جمعیت مثبت داشته در بقیه شهرستان‌های استان بین دهه ۸۵ ‒ ۱۳۷۵ رشد جمعیت منفی بوده است.
جمعیت استان در ۵ دهه گذشته (۸۵ ‒ ۱۳۳۵) از ۶۹۵٬۰۲۸ نفر در سال ۱۳۳۵ به۱٬۷۰۳٬۲۶۷ نفر در سال ۱۳۸۵ افزایش یافته یعنی نزدیک به سه برابر شده است. بیش‌ترین آهنگ رشد بین ۱۳۳۵ تا ۱۳۶۵ بوده اما به‌علت مهاجرفرستی شدید از ۱۳۶۵ به بعد، رشد جمعیت روند کاهشی داشته است (رشد ۰/۱۵ درصد).
| مردان   | سن    | زنان    |
| ------- | ----- | ------- |
| ۲۰٬۰۴۸  | ۷۵+   | ۱۹٬۱۵۰  |
| ۱۷٬۸۸۳  | ۷۰–۷۴ | ۱۴٬۸۱۹  |
| ۱۸٬۱۴۵  | ۶۵–۶۹ | ۱۷٬۴۲۷  |
| ۱۸٬۱۷۲  | ۶۰–۶۴ | ۲۰٬۳۴۵  |
| ۲۰٬۸۲۰  | ۵۵–۵۹ | ۲۵٬۱۵۷  |
| ۳۳٬۷۳۴  | ۵۰–۵۴ | ۳۴٬۷۴۵  |
| ۴۱٬۴۷۹  | ۴۵–۴۹ | ۴۱٬۰۱۴  |
| ۵۰٬۱۰۵  | ۴۰–۴۴ | ۴۶٬۱۲۷  |
| ۵۶٬۵۱۹  | ۳۵–۳۹ | ۵۷٬۰۰۷  |
| ۶۶٬۲۹۵  | ۳۰–۳۴ | ۶۵٬۳۶۹  |
| ۸۳٬۵۳۱  | ۲۵–۲۹ | ۸۱٬۵۲۶  |
| ۱۰۴٬۷۶۲ | ۲۰–۲۴ | ۱۱۰٬۷۷۱ |
| ۱۱۴٬۲۴۰ | ۱۵–۱۹ | ۱۱۳٬۷۰۱ |
| ۸۷٬۷۷۷  | ۱۰–۱۴ | ۸۲٬۹۱۸  |
| ۶۲٬۵۸۷  | ۵–۹   | ۵۹٬۲۳۴  |
| ۶۰٬۷۴۰  | ۰–۴   | ۵۷٬۱۲۰  |

### پوشاک
پوشاک مردم استان همدان شامل تن‌پوش‌ها، سرپوش‌ها و پای‌افزار است. با وجود این که چهار محور فرهنگی (فارس، ترک، لر، کرد) در استان قابل تمیز است، اما انواع و شیوه‌های پوشاک زنان و مردان مشابه است. بافت پارچه و کفش‌ها به خصوص گیوه پیش از ورود اجناس خارجی در روستاهای استان متداول بوده است. به‌ویژه گیوه‌های شهرستان ملایر که آجیده نامیده می‌شود و جزء دست بافت‌های استان به‌شمار می‌آید.

### غذاهای سنتی
الگوی خوراک و مواد غذایی تشکیل دهنده آن، تابع انواع محصولات کشاورزی و بومی موجود در منطقه است. در رژیم غذایی اهالی استان معمولاً محصولات کشاورزی به صورت خشکبار و تازه استفاده می‌شود.
انواع آش شامل بروش، تله گنجی، ترخینه، کاچی، کلم قمری، بادمجان و آبگوشت، چنجه و نان‌ها شامل؛ گرده، کاک، کولره، ساجی، فتیر است.
ازجمله غذاهای اصیل همدان نوعی آبگوشت به اسم بُز باش است که مواد اصلی آن گوشت و سبزیجات خشک است.
از انواع دیگر آبگوشت‌های اصیل استان همدان به اِیران شوربا و ترش شوربا می‌توان اشاره کرد.
اقسام شیرینی‌ها مانند: برساقی، سرجوق، باسلوق، و اگردک و پیکه چو و مرباها و ترشی‌ها نشان دهنده تنوع غذایی مردم است.

### سوغات

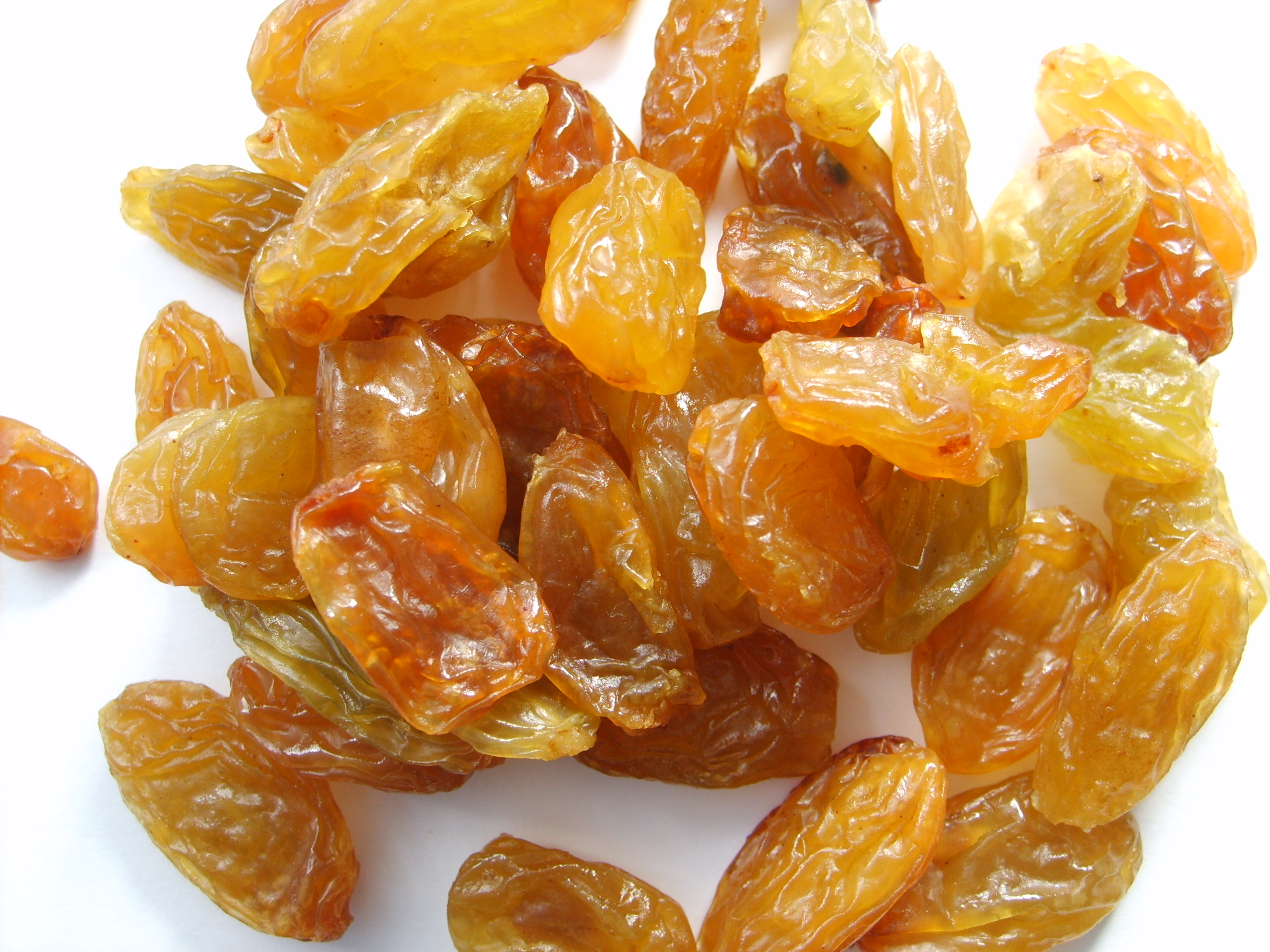
کشمش ملایر

تحفه‌های استان همدان برای مسافران بسیار زیاد است که می‌توان به کماج، کلوای نهاوند، گز آردی نهاوند، خمیر صنل نهاوند، شیره انگور، کشمش، سیرتند، انگشت‌پیچ، قالی، گیوه، منبّت، عسل، نقل، گردو، سفال و سرامیک، خمیر صنل، حلواگردویی، روغن حیوانی، حلوا شکری، حلوا زرده صنایع چرم، گیاهان دارویی، صابون محلی و قیسی اشاره کرد.

### جشن نوروز
در استان همدان نیز همچون دیگر نقاط ایران عید نوروز جایگاه ویژه‌ای دارد و همیشه با آداب و سنن خاصی برگزار می‌گردد. مردم با شروع ماه اسفند به خانه تکانی می‌پردازند و به استقبال عید و سال جدید می‌روند و نوروز عملاً از آخرین چهارشنبه سال آغاز می‌شود. در این شب مراسم دیگری نیز در قدیم مرسوم بوده است که از فالگوش ایستادن توسط زنان، قاشق زنی که به‌صورت پوشیده و پنهان بر در خانه‌های اهل محل انجام می‌شد و فال مهره که با خواندن شعرهای عامیانه و ملی همراه بود را می‌توان نام برد.
پس از تحویل سال معمولاً افراد کوچک‌تر خانواده به دیدار بزرگان فامیل می‌روند و آن‌ها نیز متقابلاً به بازدید آن‌ها می‌پردازند.

### ورزش

ورزش‌های زمستانی دربند ملایر

شهر همدان دارای ۴۸ هیئت ورزشی و دو تیم به نام‌های باشگاه فوتبال شهرداری همدان و باشگاه فوتبال پاس همدان به ترتیب در لیگ دسته اول و دوم فوتبال ایران است.
البته در سایر شهرستان‌های استان و استان همدان باشگاه فوتبال وجود دارد. اما به تازه‌کار هستند یا در لیگ فوتبال استان همدان یا در رقابت‌های پایین کشوری.
ورزش باستانی در استان همدان دارای سابقه دیرینه‌ای است. خواجه رشیدالدین فضل‌الله همدانی (۷۱۷–۶۴۸ ه‍.ق) در جامع التواریخ و عطاءالملک جوینی (۶۸۱–۶۲۳ ه‍.ق) در تاریخ جهانگشای جوینی شرحی در مورد سابقه پهلوانی در همدان نوشته و پیروزی و مبارزه پهلوان فیله همدانی با پهلوان بزرگ مغول را شرح داده‌اند. درحال حاضر شهر همدان دارای ۵ زورخانه است. زورخانه پهلوان علی میرزا زیر نظر اداره تربیت بدنی اداره می‌شود. همچنین زورخانه سعادت و زورخانه همه‌کسی (الوند سابق) ازجمله زورخانه‌های قدیمی همدان هستند که قدمت آن‌ها به بیش از ۸۰ سال می‌رسد و همان بافت باستانی و گذشته را دارند.
نخستین ورزشگاه اسب سواری شهر همدان در سال ۱۳۵۴ شمسی در شمال غربی همدان، میدان قائم، ابتدای چهار باغ ارم، تأسیس شد. تیم سوارکاری جوانان همدانی، در سال ۱۳۷۹ به نمایندگی از جمهوری اسلامی ایران، در مسابقات جهانی هندوستان شرکت نمود و نایب قهرمان این دوره از مسابقات گردید. همچنین پیست سوارکاری دیگری نیز به نام باشگاه سوارکاری ابن‌سینا در شهر همدان دایر است و در زمینه آموزش سوارکاری و نگهداری اسب، برای افراد شش سال به بالا عضوگیری می‌نماید.
| نام               | رشته ورزشی | دوره                   | عنوان |
| ----------------- | ---------- | ---------------------- | ----- |
| مسعود مصطفی جوکار | کشتی آزاد  | ۲۰۰۴ - آتن (یونان)     | نقره  |
| علیرضا حیدری      | کشتی آزاد  | ۲۰۰۴ - آتن (یونان)     | برنز  |
| صادق گودرزی       | کشتی آزاد  | ۲۰۱۲ - لندن (انگلستان) | نقره  |

هاکی همدان در سال ۱۳۵۲ تشکیل شد و در همان سال در مسابقه مجموعه آزادی تهران مقام سوم را به دست آورد. اخیراً تیم هاکی زنان همدان نیز فعالیت خود را آغاز کرده است. تیم هاکی همدان هم‌اکنون یکی از پایگاه‌های مهم هاکی کشور است و تاکنون بیش از ۱۷ مقام قهرمانی، نایب قهرمانی و سومی کشور را به دست آورده است.

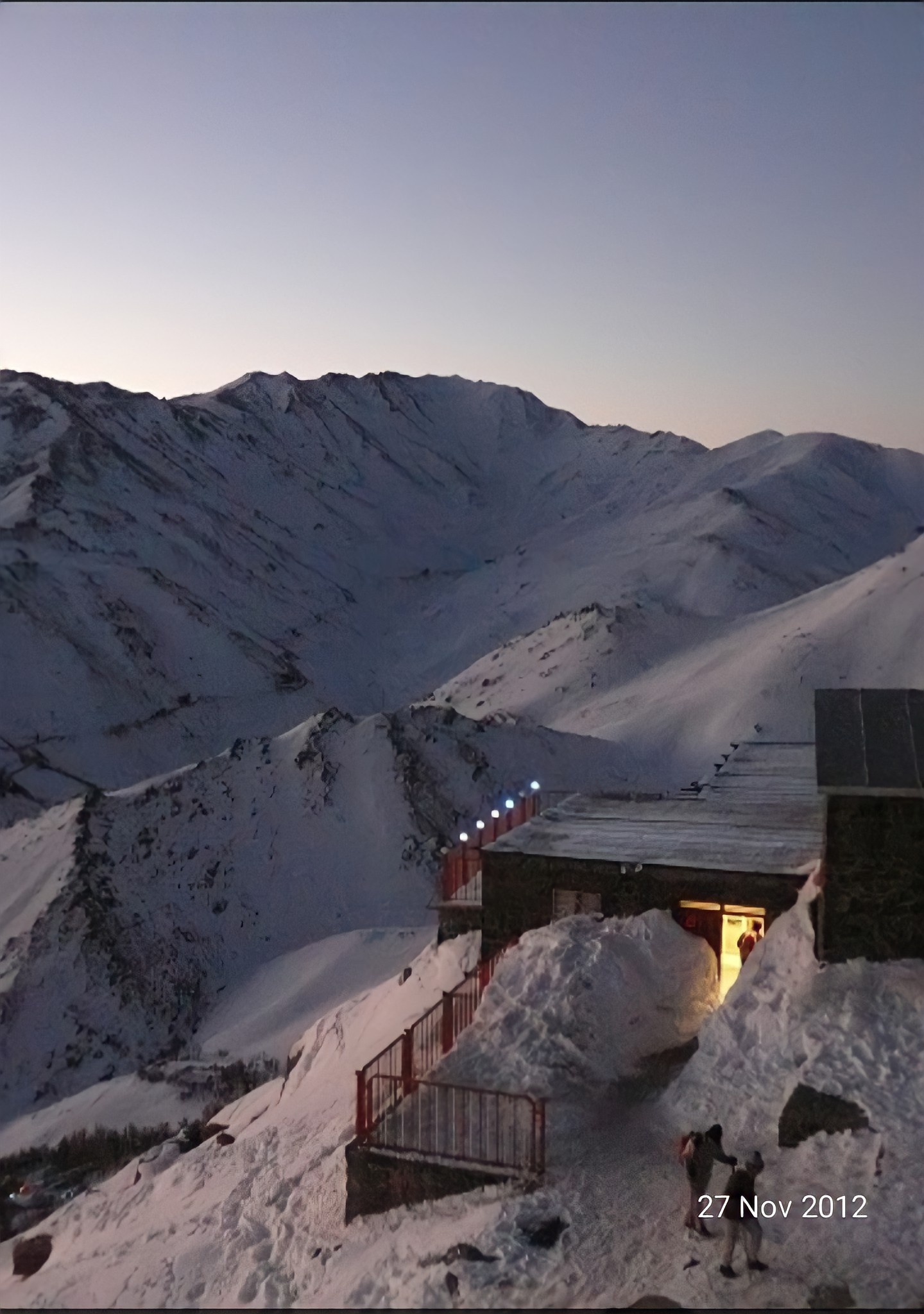
نمایی از پیست اسکی تاریک دره از میدان میشان

نخستین پیست اسکی همدان در سال ۱۳۵۴ در انتهای چهارباغ ارم، جنب پیست اسب‌سواری آغاز به کار کرد که بعدها هیئت اسکی در سال ۱۳۶۴ به علت بارش کم برف آن را به منطقه تاریک‌دره واقع در دامنه الوندکوه و ۱۰ کیلومتری جنوب همدان، منتقل کرد. پیست اسکی تاریک دره در بین پیست‌های اسکی ایران کمترین مسافت را تا مرکز شهر دارد. ورزشکاران این رشته در همدان توانسته‌اند در مسابقات کشوری به مقامی انفرادی و تیمی قابل توجهی دست یابند.
در رشته ورزشی کشتی استان همدان ورزشکاران پر افتخاری دارد. تختی، همچنین افرادی چون صادق گودرزی، برادران جوکار، جمال میرزایی، مهران میرزایی، محمدحسین سلطانی و سعید ابراهیمی جزو نامداران کشتی این استان به‌شمار می‌روند.
از اماکن مهم ورزشی استان می‌توان به مجموعه ورزشی علیمرادیان نهاوند با بیش از ۱۴هکتار وسعت و برخوردار بودن از فضاهای ورزشی مختلف همچون استخر، زمین‌چمن، سالن فوتسال، پینگ پنگ، بدن‌سازی سالن سرپوشیدهٔ ۶هزار نفری، زمین چمن ۱۵هزار نفری و خوابگاه می‌تواند بسیاری از دغدغه‌های ورزش استان و شهرستان را رفع کند ازاین مجموعهٔ خیر ساز به مدت ۱۰ سال به‌عنوان المپیک غرب کشور استفاده می‌شد همچنین در شهر همدان ورزشگاه شهید مفتح، ورزشگاه شهدای قدس (که قدمتی ۵۰ ساله دارد)، مجموعه ورزشی تختی و ورزشگاه ملت را می‌توان اشاره کرد.

## جغرافیای استان
استان همدان یکی از استان‌های غربی کشور است که استان‌های هم‌جوار شمالی، شرقی، جنوبی و غربی آن به ترتیب زنجان، قزوین، مرکزی، لرستان، کردستان و کرمانشاه می‌باشند.
این استان در سال ۱۳۵۲ از استان پنجم ایران با مرکزیت کرمانشاه جدا و مستقل شد.
استان همدان بین ʺ۱۱ ʹ۵۹ ˚۳۳ تا ʺ۲۷ʹ۴۴˚۳۵ عرض شمالی و ʺ۲۳ ʹ۴۴ ˚۴۷ تا ʺ۵۱ ʹ۲۷ ˚۴۹ طول شرقی قرار دارد. مساحت این استان ۲۰۱۷۳ کیلومتر مربع است.
استان همدان از استان‌های کوهستانی، مرتفع، سرد و بادخیز کشور محسوب می‌شود. ناهمواری‌ها در استان همدان به شکل‌های مختلف ایجاد شده است که عامل مهم این تغییر شکل ناهمواری‌ها، وجود آب‌های روان است که در استان همدان جاری هستند، به‌طوری‌که این آب‌ها در برخی مناطق مرتفع با تخریب ارتفاعات و انباشتن آبرفت‌ها در مناطق پست سبب کاهش ارتفاع کوه‌ها، ایجاد دشت‌ها و دره‌های زیادی شده‌اند. در برخی مناطق نیز، شدت عمل آب‌های روان به حدی بوده است که شکل ناهمواری‌ها به کل عوض کرده و باعث معکوس شدن شکل ناهمواری‌ها شده است، به‌طوری‌که کوه را به دره تبدیل کرده و درهٔ عمیق دوره‌های گذشته، را به صورت کوه درآورده است.

### زمین‌شناسی
از دیدگاه لرزه‌زمین‌ساخت، منطقه همدان در ایالت لرزه‌زمین‌ساخت ایران مرکزی و در ایالت پیرانشهر-اصفهان قرار دارد. گرچه این ایالت یکی از ایالت‌های نسبتاً آرام از نظر لرزه‌خیزی است، ولی همدان و محدوده جنوب و جنوب باختری آن فعالیت بیشتری نسبت به مناطق دیگر این ایالت دارد.

### ارتفاعات استان

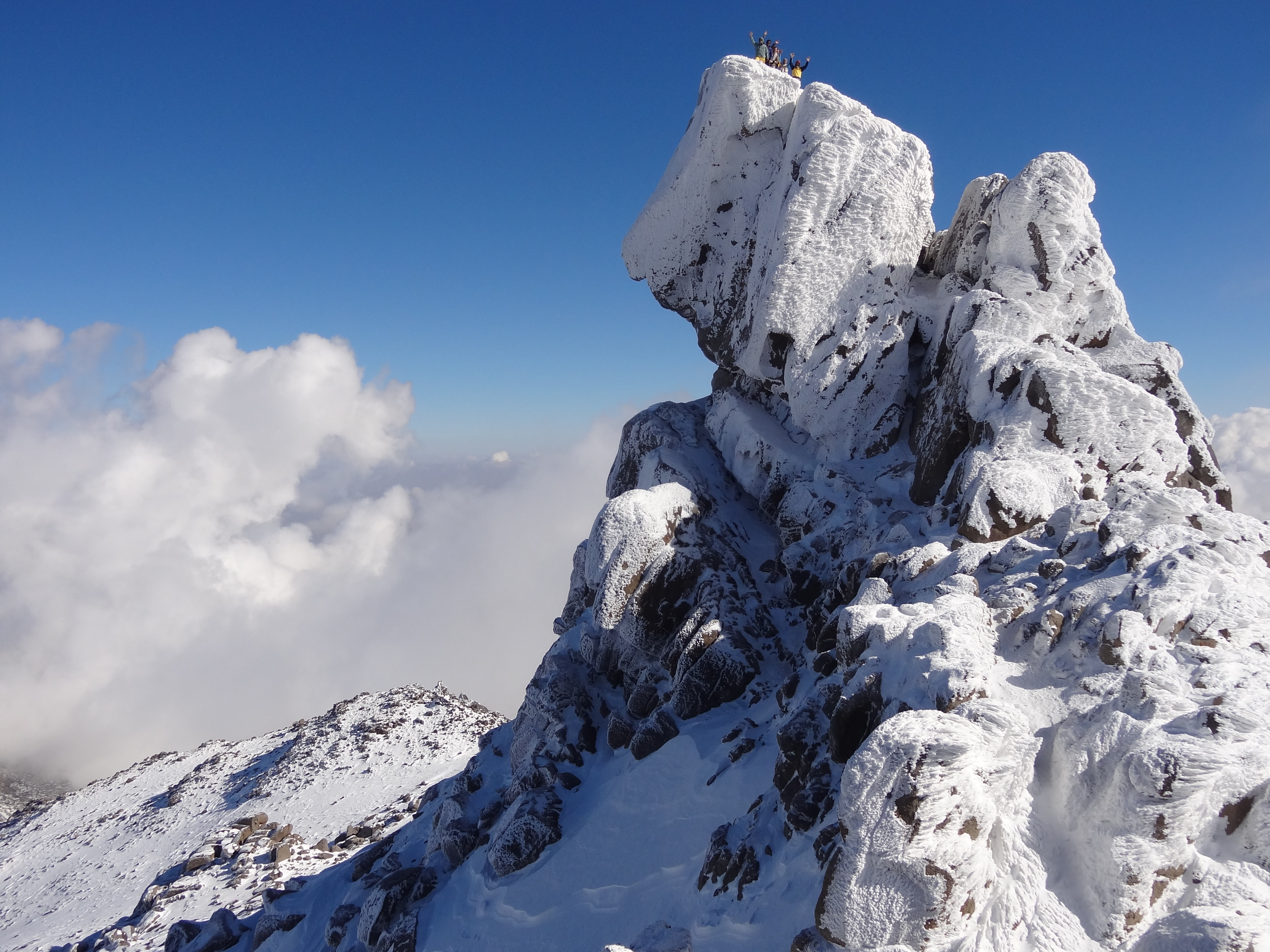
کوهستان الوند

ارتفاعات استان همدان، بیشتر در جهت شمال غربی جنوب شرقی و در شمال، مرکز و جنوب قرار گرفته‌اند و هر یک از این ارتفاعات، شامل بخشی از کوه‌های مختلف ایران است:
- ارتفاعات شمالی: در قسمت شمال شرقی استان و در شهرستان رزن قرار دارد و به سلسله جبال خرقان شناخته می‌شوند و مرز بین استان همدان و استان قزوین را تشکیل می‌دهند. جنس کوه‌های این بخش، از سنگ‌های آذرین بیرونی و سنگ‌های آهکی تشکیل شده است.
- ارتفاعات میانی: شامل سلسله کوه‌های الوند است که به موازات ارتفاعات شمالی، از مرزهای غربی و از کوه چهل چشمه کردستان شروع شده و در شرق استان به بلندی‌های راسوند در استان مرکزی متصل می‌شود. قلهٔ الوند با ارتفاع ۳۵۷۴ متر از سطح دریا در این سلسله کوه قرار دارد و مهم‌ترین کوه استان همدان است که در شهر همدان واقع شده است. این کوه به عنوان بزرگ‌ترین پدیدهٔ خارایی از دوران چهارم زمین‌شناسی به‌شمار می‌آید. این رشته‌کوه که جزو پیشکوه‌های داخلی زاگرس است در شمال‌غرب به کوه خدابنده‌لو سنندج و کوه چهل‌چشمه کردستان و از جنوب شرق به ارتفاعات راسوند و کوه وفس اراک متصل می‌شود. جنس ارتفاعات الوند گرانیتی بوده و دارای کوه‌های صخره‌ای و سنگی است.[۵۷]
- ارتفاعات جنوبی: این ارتفاعات که به کوه‌های گرو یا گرین نامیده می‌شوند مانند ارتفاعات شمالی و میانی استان، جهت شمال غربی ـ جنوب شرقی دارند و بخشی از سلسله کوه‌های زاگرس محسوب می‌شوند. این کوه‌ها به صورت دیواره‌ای مرز بین استان‌های همدان ولرستان را تشکیل می‌دهند و جنس آنها، از سنگ‌های آهکی است. مرتفع‌ترین قلهٔ این سلسله کوه‌ها به نام کوه ولاش به ارتفاع ۳۶۳۹ متر، حد فاصل استان‌های همدان و لرستان است.

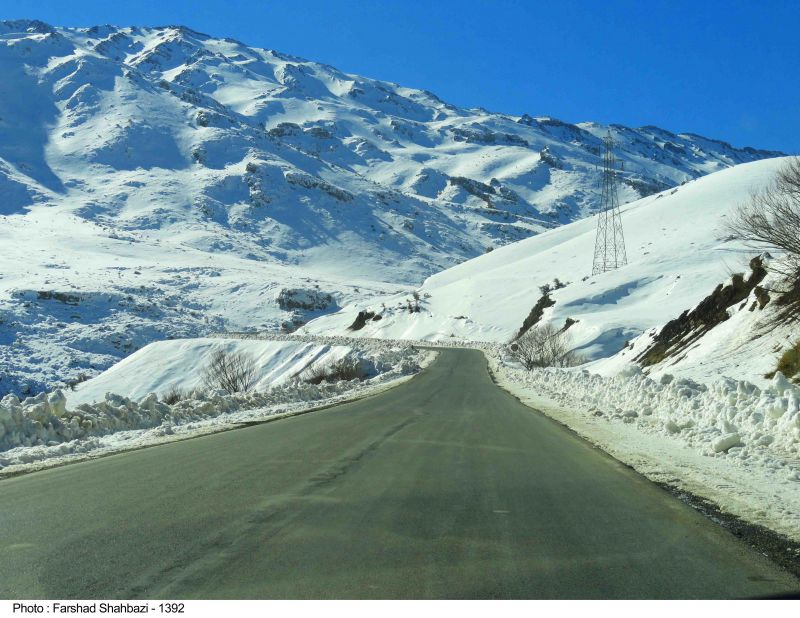
نمایی از کوه گرین در جادهٔ گاماسیاب نهاوند

- نمایی از کوه گرین در جادهٔ گاماسیاب نهاوندکوه‌های پراکنده: در حد فاصل ارتفاعات شمالی، میانی و جنوب شرقی استان، کوه‌هایی به‌طور پراکنده قرار گرفته‌اند که از جملهٔ آن‌ها می‌توان به چنگ الماس، قلی‌آباد و قره داغ را در شهرستان کبودرآهنگ، لشکر در، کوه سفید، کوه سرده و کوه گرمه در شهرستان ملایر، کمر زرد در شمال نهاوند، گلیان در جنوب تویسرکان و خان گرمز را در غرب تویسرکان را نام برد.[۵۵]

### دشت‌های استان
دشت‌های استان در دو نوع دشت‌ها و دشت‌های فرسایشی یا دشتهای کاوشی دسته‌بندی می‌شوند. دشت‌های تراکمی در اثر انباشت آبرفتها در مناطق پست به وجود آمده‌اند (دشت بزرگ اسدآباد) و دشت‌های فرسایشی نیز در اثر تخریب و جا به جایی مواد سازندهٔ کوه‌ها و ارتفاعات به وجود آمده‌اند. در کوهستان الوند، دشت‌های کوچکی وجود دارد، که سطح آن‌ها از چمن زار پوشیده شده و چشمه‌های زیادی در آن‌ها جاری است و با توجه به اینکه از سطوح مسطحی برخوردارند، به صورت محل استراحت و اتراق کوهنوردان درآمده‌اند.
از این دشت‌های کوچک می‌توان به میدان میشان، تخت نادر، چمن شاه نظر و تخت رستم اشاره کرد.

لاله واژگون اطراف ملایر

### رودهای استان
رودهای استان همدان که از چشمه‌سارها و کوه‌های استان تغذیه می‌شوند، معمولاً در فصل تابستان با افزایش دمای هوا، به جز رود گاماسیاب در نهاوند و سیمینه‌رود، سایر رودها خشک یا به پایین‌ترین سطح آب‌دهی خود می‌رسند. مهم‌ترین رودهای استان همدان عبارتند از: رود قره‌چای، رود تلوار، رود سیمینه‌رود، رود خاکو، رود دره مرادبیگ، رود عباس‌آباد، رود گردنهٔ اسدآباد، رود همه‌کسی و رود ارزانفود.

### آب و هوای استان
آب وهوای استان، تحت تأثیر عرض جغرافیایی، ارتفاع، مکان، امتداد کوه‌ها و فاصله از دریاست. به‌طور کلی آب و هوای استان در نتیجه وجود کوه‌های مرتفع، رودخانه‌ها و پستی و بلندی‌های زیاد، به شدت متغیر است. زمستانهای این استان سرد، پر برف و باران و در تابستان‌ها دما معتدل است. توده‌های هوایی که استان را تحت تأثیر قرار می‌دهند:
1. توده‌های غربی: این توده‌های هوا در ماه‌های مرطوب سال یعنی از آبان تا خرداد، از غرب، جنوب غرب و شمال غرب وارد کشور شده و موجب کاهش نسبی دما در سطح استان و بارندگی در استان می‌شود.
2. توده‌های شمالی: این توده هوا در ماه‌های سرد سال از عرض‌های شمالی وارد استان می‌شوند و باعث کاهش دما و بارندگی به صورت برف در استان می‌شوند.
3. توده‌های جنوبی: این توده هوا در ماه‌های گرم سال از عرض‌های جنوبی وارد استان شده و موجب افزایش دما و کاهش یا قطع بارندگی می‌شوند.[۵۵]

### نواحی استان
در استان همدان با وجود بارندگی سالانه ۳۴۳ میلی‌متری بیابان وجود ندارد و دربرخی مناطق که بارندگی بیشتر است خاک حاصلخیزی وجود دارد.

### جنگل‌های استان
در استان پوشش گیاهی جنگلی در سطوح محدود و پراکنده مشاهده می‌شود مثل جنگل گیان نهاوند به عنوان تنها جنگل طبیعی استان همدان جز و یکی از مناطق حفاظت شده جنگلی به‌شمار می‌آید. پوشش گیاهی جنگلی از نظر وضعیت به دو دسته جنگل‌های تنک و جنگل‌های مخروبه تقسیم می‌شود. جنگل‌های تنک به مساحت ۲۰۵ هکتار در گیان و زرین باغ در شهرستان نهاوند و جنگل‌های مخروبه به مساحت ۵۲۶۶ هکتار در ارتفاعات گرو در شهرستان نهاوند و بخشی نیز در شهرستان‌های تویسرکان، ملایر و همدان و شهر صالح آباد مشاهده می‌شود.
از گونه‌های درختی این جنگل‌ها می‌توان به بلوط، کیکم (افرا جنگلی)، داغداغان، گلابی وحشی و زبان گنجشک و از گونه‌های درختچه‌ای به بادام کوهی، ارژن، دافنه و سماق اشاره کرد.

### مراتع استان
امروزه با توجه به افزایش جمعیت، نیاز بیشتری به فراورده‌های دامی احساس می‌شود. از طرفی کیفیت و کمیّت علوفه در سطح مراتع، می‌تواند منبع بسیار مناسبی برای تأمین غذای مورد نیاز دام باشد؛ بنابراین، نقش مراتع در تأمین مواد غذایی از اهمیت بالایی برخورداراست.
با توجه به عکس‌های هوایی و ماهواره‌ای تخمین زده می‌شود که وسعت مراتع استان در حدود ۹۰۰ هزار هکتار می‌باشد که۵/۴۶ درصد مساحت استان را به‌خود اختصاص داده می‌دهد. این مراتع در سرتاسر استان پراکنده‌اند و گونه‌های گیاهی بسیار متنوعی در آن‌ها دیده می‌شود.

### زندگی جانوری
موقعیت مناسب جغرافیایی استان همدان در ناحیه کوهستانی غرب کشور و شرایط آب و هوایی و پوشش گیاهی آن موجب شده که از گذشته دور شرایط مساعدی برای پیدایش زیستگاه انواع حیات جانوری فراهم شود که متأسفانه در چند دهه اخیر عواملی از قبیل حضور شکارچیان غیرمجاز، خشکسالی‌های ناشی از تغییرات ناگهانی اقلیم، کم شدن آب تالاب‌ها و رودخانه‌ها، چرای بیش از حد و خارج از فصل دام‌ها در مراتع، صدمات جبران‌ناپذیری را به حیات جانوری استان وارد کرده است.
استان همدان درحال حاضر، دارای ۶ منطقه محافظت شده است که عبارتند از: گلپرآباد، خانگُرمَز، لشگردر، شراء، آلموبلاغ، ملوسان و دو منطقه شکار ممنوع شیرین سو و آق‌گؤل. استان همدان با دارا بودن شش منطقه حفاظت شده ودو منطقه شکار ممنوع، زیستگاه بیش از ۲۱ گونه پستاندار، ۱۵۱ گونه پرنده، ۱۸ گونه خزنده و ۱۵۴۰ گونه گیاه است. گونه‌های شاخص و پراهمیت جانوری این استان عبارتند از: قوچ و میش ارمنی، کَل و بز وحشی، عقاب طلایی، میش مرغ و پرستوی دریایی نوک کاکایی.
منطقهٔ حفاظت شده خان گؤرمز در ۳۴ کیلومتری غرب شهرستان تویسرکان واقع شده و دارای گونه‌های منحصربه‌فرد گیاهی و جانوری از جمله، کَل و بز است که از لحاظ ملی و بین‌المللی معروف بوده و هرساله تعداد قابل توجهی علاقه‌مندان طبیعت از این منطقه دیدن می‌نمایند.
منطقهٔ حفاظت شدهٔ لشگردر در جنوب شرقی شهر ملایر و در محاصره ۱۴ روستای مجاور ازجمله جوزان، مانیزان، فروز، ازناوله، زنگنه و احمد روغنی است و به لحاظ طبیعت مساعد از نظر آب، پوشش گیاهی و شرایط اقلیمی، همواره زیستگاه مناسبی برای جانوران و پرندگان بوده است.
برداشت سبزیجات کوهی و پیامد تخریب پوشش گیاهی کوه‌های همدان
همدان از دیرباز قطب وجود سبزیجات و گیاهان مختلف دارویی و خوراکی بوده است و با فرارسیدن فصل بهار دامنه‌های الوند همدان و سایر کوه‌ها شاهد رویش گیاهان و سبزیجات زیادی ازجمله شنگ، بنفشه، گزنه، بابونه، غازیاغی، گیلاخه، کنگر، کاسنی و غیره است. اما در سال‌های اخیر هم‌زمان با رشد گیاهان و سبز شدن گونه‌های گیاهی مختلف در این مناطق، پای عده‌ای سودجو که اغلب افراد بیکار و مهاجر هستند به این دامنه‌ها گشوده شده و آن‌ها با توجه به رویکرد مردم همدان به مصرف برخی سبزیجات کوهی همانند ریواس و کنگر، با برداشت بی‌حد و حصر و غیراصولی به قلع‌وقمع گونه‌های یادشده می‌پردازند. این افراد با هجوم و سرازیر شدن به دامنه‌های کوهستان‌های همدان و پرنمودن کیسه‌های خود از گیاهان و سبزیجات کوهی آن هم به صورت ریشه کن نمودن آن‌ها و با برداشت بی‌رویه و بدون رعایت شرایط خاص رشد این گیاهان به تخریب عرصه‌های زیستی این گیاهان می‌پردازند و آن‌ها را در میادینی همانند میدان امام همدان، خیابان باباطاهر و … به فروش می‌رسانند و هیچ مرجعی، نظارت و توجهی بر عملکرد آن‌ها ندارد و این قبیل افراد با خاطری آسوده به کار خود همچنان ادامه می‌دهند. کارشناسان معتقدند که باید از تخریب منابع حیاتی و پوشش گیاهی دامنه‌های الوند که می‌تواند باعث بهبود وضعیت اقلیم همدان گردد، پیشگیری شود چرا که این مناطق با اندک توجه می‌تواند به یکی از جاذبه‌های تفریحی همدان مبدل گردد.

## تولیدات کشاورزی
استان همدان به‌دلیل موقعیت ویژه جغرافیایی، کیفیت مناسب آب و هوا، خاک مناسب و وجود نیروی خلاق و فعال، دارای قابلیت‌های تولیدی فراوان در زمینه محصولات کشاورزی بوده به‌گونه‌ای که می‌تواند علاوه بر تأمین نیازهای داخلی استان بخشی از نیازهای سایر مناطق را در زمینه محصولات کشاورزی بر طرف نماید. استان همدان در تولید گردو، سیر و سیب‌زمینی رتبه اول کشور را دارد و در تولید انگور رتبه سوم و در تولید کشمش رتبه دوم را به خود اختصاص داده است. استان همدان همچنین رتبه سوم تولید گیاهان دارویی، رتبه چهارم تولید شلیل و قارچ خوراکی، رتبه پنجم تولید آلو و هلو، رتبه ششم تولید آلبالو و رتبه هشتم تولید سیب و زعفران را در کشور داراست. گیاهان دارویی استان شامل رازیانه، کالاندولا یا گل همیشه بهار، آویشن و گشنیز است که عمدتاً در شهرستان‌های نهاوند و رزن کشت می‌شود، به‌طوری‌که شهرستان نهاوند ۶۷ درصد گیاه گشنیز کشور را تولید می‌کند و در این زمینه مقام اول را در کشور داراست. در تولید گندم استان همدان دارای رتبهٔ سوم در کشور است. این استان در تولید محصولات کشاورزی در میان ۱۰ استان برتر کشور قرار دارد و در بین استان‌های مجاور و همسایهٔ خود رتبهٔ اول را از آن خود کرده است. به لحاظ سطح زیر کشت محصولات باغی شهرستان ملایر با دارا بودن ۲۸ درصد مساحت باغات و ۳۸ درصد تولیدات باغبانی رتبه نخست، شهرستان نهاوند با دارا بودن ۱۸ درصد مساحت باغات و ۱۹ درصد تولیدات باغی رتبه دوم و شهرستان همدان نیز با دارا بودن ۱۳ درصد مساحت باغات و ۱۲ درصد تولیدات باغی رتبه سوم را در استان دارا است.

## حمل و نقل جاده‌ای و ریلی

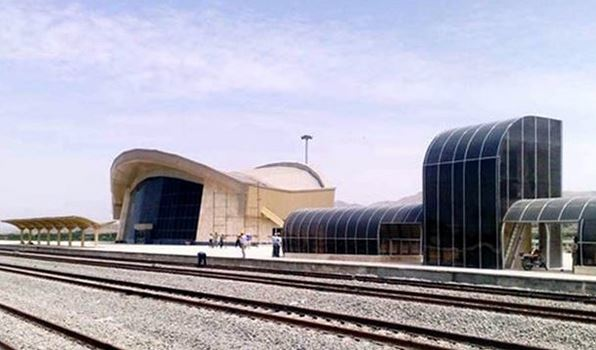
ایستگاه راه‌آهن ملایر

استان همدان به‌دلیل موقعیت خاص جغرافیایی در غرب کشور به‌عنوان پخش کننده ترافیک در منطقهٔ غرب کشور به‌شمار می‌آید به‌طوری‌که ترافیک ۸ استان از استان همدان عبور می‌کند و ۷۰ درصد بار ترافیکی غرب کشور را تأمین می‌کند.
ایستگاه‌های راه‌آهن استان در شهرهای همدان، ملایر و فیروزان (نهاوند) و باباکمال تویسرکان قرار دارند.
این استان با داشتن بیش از پنج هزار کیلومتر راه و بزرگراه و ۸۵ کیلومتر از آزادراه همدان - ساوه و آزاد راه کربلا نقشی راهبردی و تعیین‌کننده در ترافیک غرب کشور دارد.

## صنایع دستی

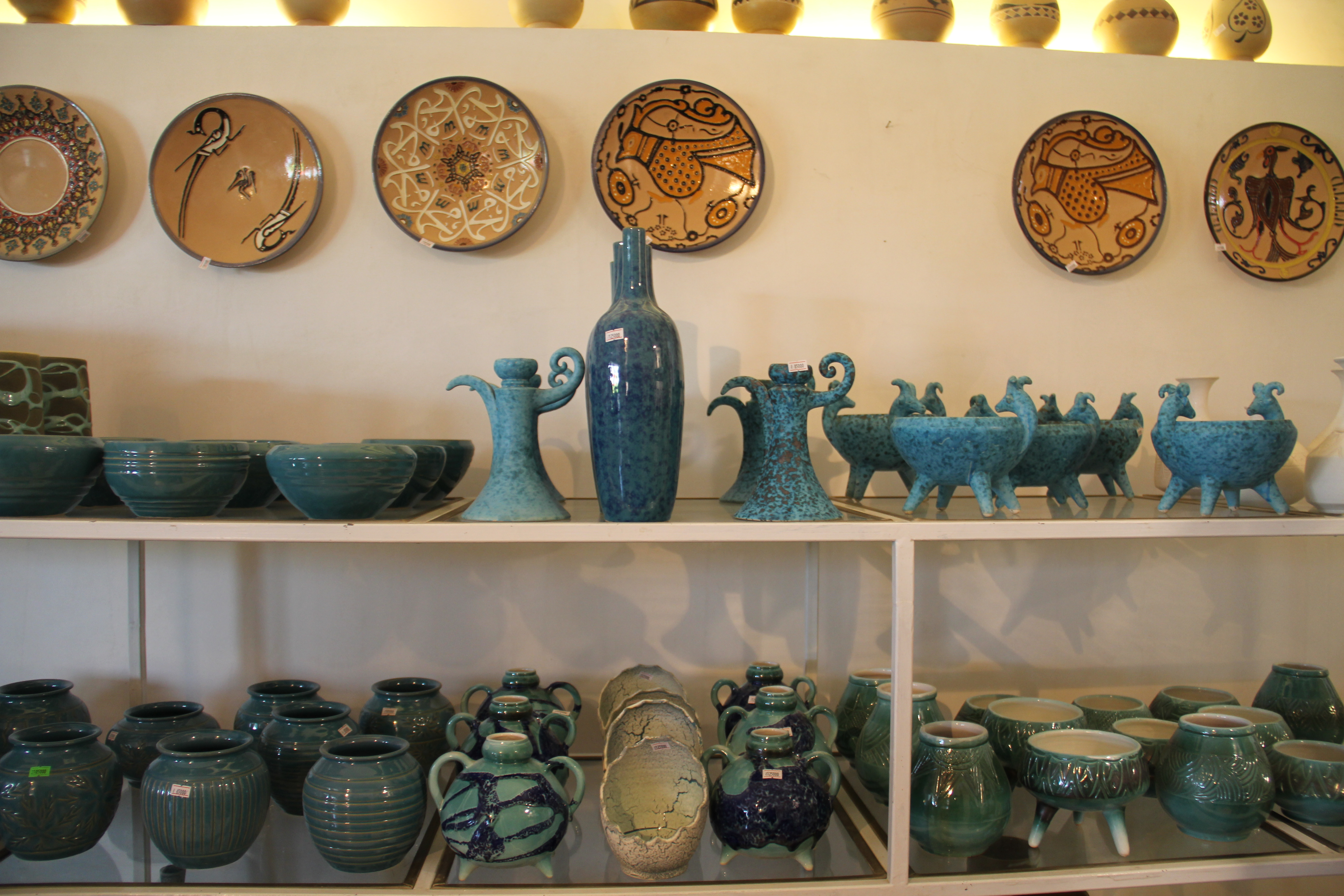
فروشگاه فروش سرامیک در لالجین

استان همدان از مناطقی است که فرآورده‌های دستی آن شهرت زیادی در سطح کشور دارد و حتی برخی از صنایع دستی آن مانند صنعت سفالگری اهمیت صادراتی و جهانی دارند. این نوع صنایع دستی، علاوه‌بر جنبه مصرفی، از ویژگی‌های هنری برخوردارند که به‌صورت طرح‌ها، نقوش و رنگ‌های گوناگون ساخته می‌شوند. استان همدان به‌لحاظ تنوع تولیدات صنایع دستی رتبه دوم کشور را به خود اختصاص داده است. برجسته‌ترین صنایع دستی استان، سفالگری و سرامیک‌سازی هستند که مرکز عمده آن لالجین در ۲۰ کیلومتری شهر همدان است. پیشینه سفالگری در لالجین نزدیک به ۷۰۰ سال برآورد شده است به‌همین دلیل لالجین به پایتخت سفال ایران معروف است و در یونسکو ثبت جهانی شده است. همچنین ملایر به‌عنوان شهر ملی مبل و منبت در لیست شهرهای صنایع دستی کشور ثبت شده است.
در استان همدان به‌دلیل فراوانی درختان گردو صنعت مبل و منبت در شهرستان‌های ملایر، تویسرکان و نهاوند از رونق خوبی برخوردار است و بخش قابل توجهی از اقتصاد این شهرستان‌ها به آن وابسته است. در استان همدان ۸۰۰۰ کارگاه مبل و منبت وجود دارد و ۱۵۰۰۰ نفر در آنها مشغول به‌کار هستند به‌طوری‌که فقط ۶۰ درصد مبل و منبت کشور در شهرستان ملایر در استان همدان تولید می‌شود. رشته مبل و منبت به‌نام همدان در فهرست آثار صنایع دستی کشور به ثبت ملی رسیده است.
از دیگر صنایع دستی چشمگیر استان همدان می‌توان به مرواربافی یا همان سبدبافی اشاره کرد. این صنعت در شهرستان ملایر رواج دارد. وجود ترکه‌های چوب با کیفیت و مرغوب در این شهرستان از عوامل مؤثر در رشد این صنعت دستی در شهرستان ملایر است. به‌دلیل همین کیفیت مناسب ترکه‌های ملایر هنرمندانی که در استان‌های شمالی کشور در این صنعت اشتغال دارند چوب مورد نیاز خود را از شهرستان ملایر تأمین می‌کنند. این ترکه‌ها در روستاهای گوراب، داویجان، می‌آباد و حرم‌آباد از توابع ملایر توسط کشاورزان کاشته می‌شود. مرواربافی ملایر پس از سفال لالجین رتبه دوم صادرات صنایع دستی استان همدان را به خارج از کشور به خود اختصاص داده است.
در گذشته‌ای نه‌چندان دور چرم تولیدی در همدان به‌علت کیفیت و کمیت خاص آن مشهورترین و مرغوب‌ترین چرم در سراسر کشور شمرده می‌شد و آوازه کیفیت آن به کشورهای دیگر نیز رسیده بود. در گذشته در شهر همدان سه دباغ‌خانه وجود داشت. دباغ‌خانه سنگ شیر، دباغ‌خانه قانتور و دباغ‌خانه آقایی واقع در بلوار سفید آبی. متأسفانه با گذشت زمان دباغ‌خانه سنگ شیر و قانتور به‌مرور تعطیل و از بین رفته‌اند.

## دانشگاه‌ها و مراکز آموزش عالی
مهم‌ترین دانشگاه‌ها در سطح استان همدان
- دانشگاه بوعلی سینا
- دانشگاه ملایر
- دانشگاه علوم پزشکی همدان
- دانشکده پیراپزشکی ملایر،[۷۵]
- دانشگاه صنعتی همدان
- دانشکده علوم پزشکی ملایر،[۷۶]
- دانشگاه نهاوند
- دانشکده علوم قرآنی ملایر
- دانشگاه پیراپزشکی نهاوند
- دانشگاه سید جمال الدین اسدآبادی
- دانشگاه پیام نور
- دانشگاه آزاد
- مؤسسات غیرانتفاعی
- دانشگاه علمی کاربردی
- دانشکده علوم پزشکی اسدآباد
- دبیرستان امام حسین

## معادن استان
استان همدان به‌دلیل موقعیت زمین‌شناسی خاص خود به لحاظ معدنی بسیار غنی است به‌طوری‌که علی‌رغم وسعت کم نسبت به سایر استان‌ها رتبهٔ هشتم ذخایر معدنی را در کشور به خود اختصاص داده است. وجود ۲۷۱ معدن فعال در استان همدان ازجمله معادن سیلیس، فلدسپات، معادن غنی لاشه آهکی، سنگ آهن، پگماتیت، میکا، آندالوزیت، گارنت، انواع گرانیتها، پوزولان، پوکه معدنی، دولومیت، تراورتن، تالک، شن و ماسه و لاشه ساختمانی سبب شده تا همدان به عنوان یک استان معدن خیز به‌شمار آید. ۲۸ نوع ماده معدنی در استان همدان وجود دارد که کشف معادن آندالوزیت و یاقوت کبود از مواردی است که نشان می‌دهد استان همدان در این زمینه استعدادهای فراوانی برای سرمایه‌گذاری دارد. یک میلیارد و ۷۰۰ میلیون تن ذخایر قطعی معادن در استان همدان است. استان همدان تنها دارندهٔ معادن یاقوت کبود در کشور است که این معادن در جنوب شهرستان همدان واقع شده است، همچنین استان همدان با ذخیره تقریبی ۷۰ میلیون تن آندالوزیت شیست دارنده بزرگ‌ترین ذخایر و تنها تولیدکننده آندالوزیت فرآوری شده در کشور است که آندالوزیت در صنایع نسوز مصرف می‌شود. ذخایر سیلیس استان همدان ازجمله بهترین ذخایر سیلیس کشور است که نیاز واحدهای تولید شیشه و کریستال را تأمین می‌کند که عمده معادن سیلیس این استان در شهرستان ملایر قرار دارند. معادن دولومیت استان همدان که عمدتاً در شهرستان نهاوند و بخشی از تویسرکان واقع هستند تأمین‌کننده نیاز واحدهای تولیدی کشور ازجمله صنایع نسوز، کاشی و شیشه می‌باشند. معادن فلدسپات استان همدان در شهرستان ملایر واقع شده و علاوه بر آن در شهرستان‌های اسدآباد و رزن نیز ذخایری از این ماده معدنی کشف شده و مورد بهره‌برداری قرار گرفته است و مورد مصرف عمده فلدسپات در صنایع کاشی و سرامیک است. استان همدان غنی‌ترین و استثنائی‌ترین سنگ‌های تزئینی ایران را دارد که این سنگ‌ها در دو نوع گرانیت تیره مثل گابرو و گرانیت خاکستری یافت می‌شوند. معادن سنگ آهن استان همدان عمدتاً در شهرستان بهار و در روستاهای بابا علی و همه کسی و شهرستان اسدآباد (چنار علیا. کمک) واقع شده است و خوراک کارخانه‌های کنسانتره سنگ آهن اسدآباد٫ گنداله سازی اسدآباد ذوب آهن غرب کشور در اسدآباد را تأمین می‌کند.
در شهرستان رزن اندیس‌های متعددی از مس به صورت رگه‌ای وجود دارد. در شهرستان همدان هم در مناطقی مثل دره سیلوار وجود منابع گرافیت ثابت شده است. همچنین در مناطقی مثل منگاوی، دره سیمین، دره گنجامه و حیدره پشت شهر طلا با عیار قابل قبول تشخیص شده است ولی هنوز از نظر اقتصادی ارزیابی دقیق صورت نگرفته است.

## مکانهای دیدنی
اسدآباد
- کتیبه آقاجانبلاغی
- مسجد میرزاآقاجانی
- پل شکسته خسروآباد
- سنگ نوشته‌های مسجدجامع اسدآباد
- موزه تاریخ و فرهنگ اسدآباد
- درخت گردوی ۷۰۰ساله ترخین آباد
- آسیابهای ترخین آباد
- دره سرسبز ترخین آباد
- روستای پلکانی ملحمدره
- غار اژدها
- تالاب پیرسلمان
- درختان مقدس پیراسماعیل ترخین آباد
- امامزاده عبدالله
- امامزاده احمد سیدان

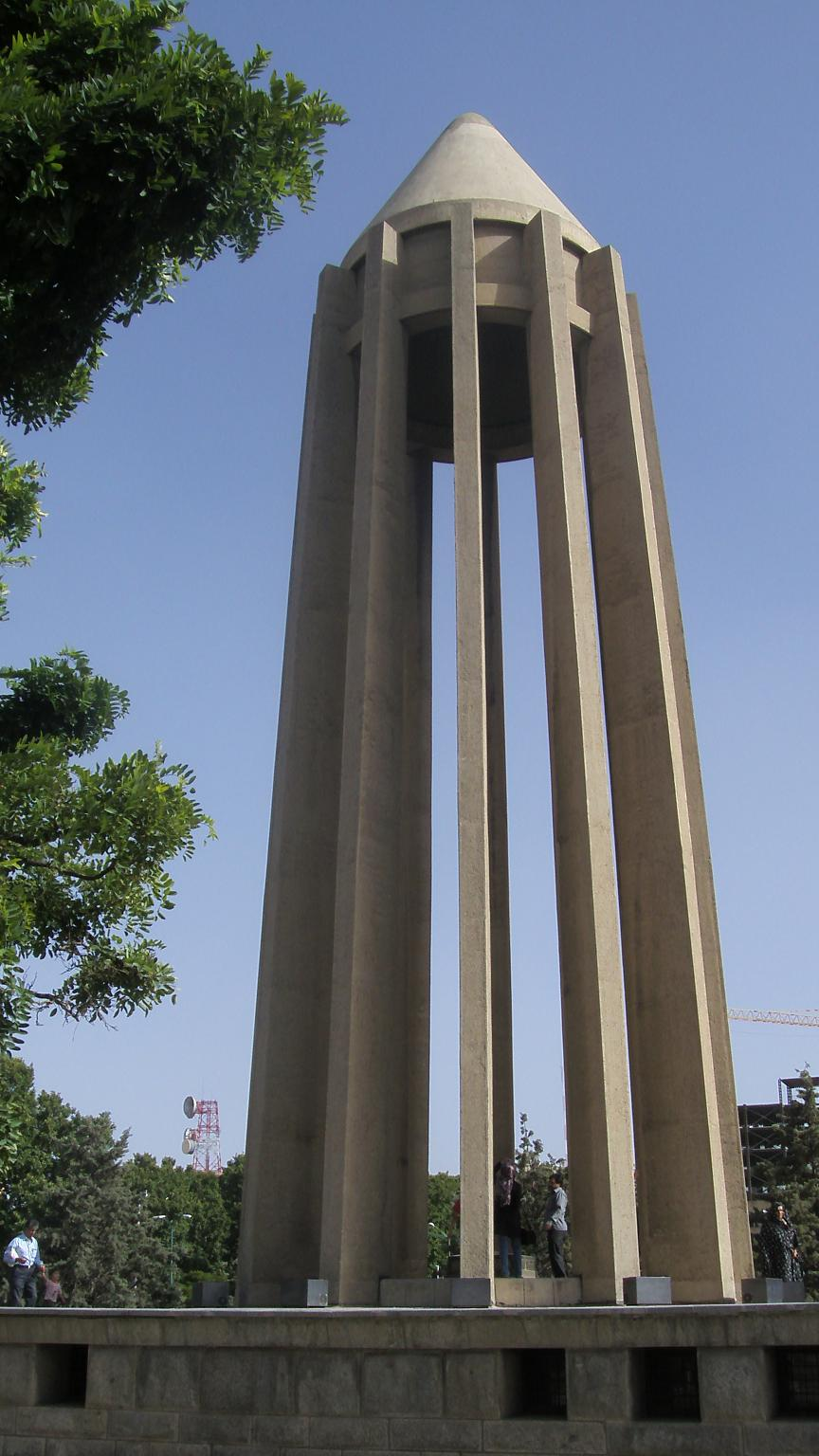
آرامگاه بوعلی سینا در همدان

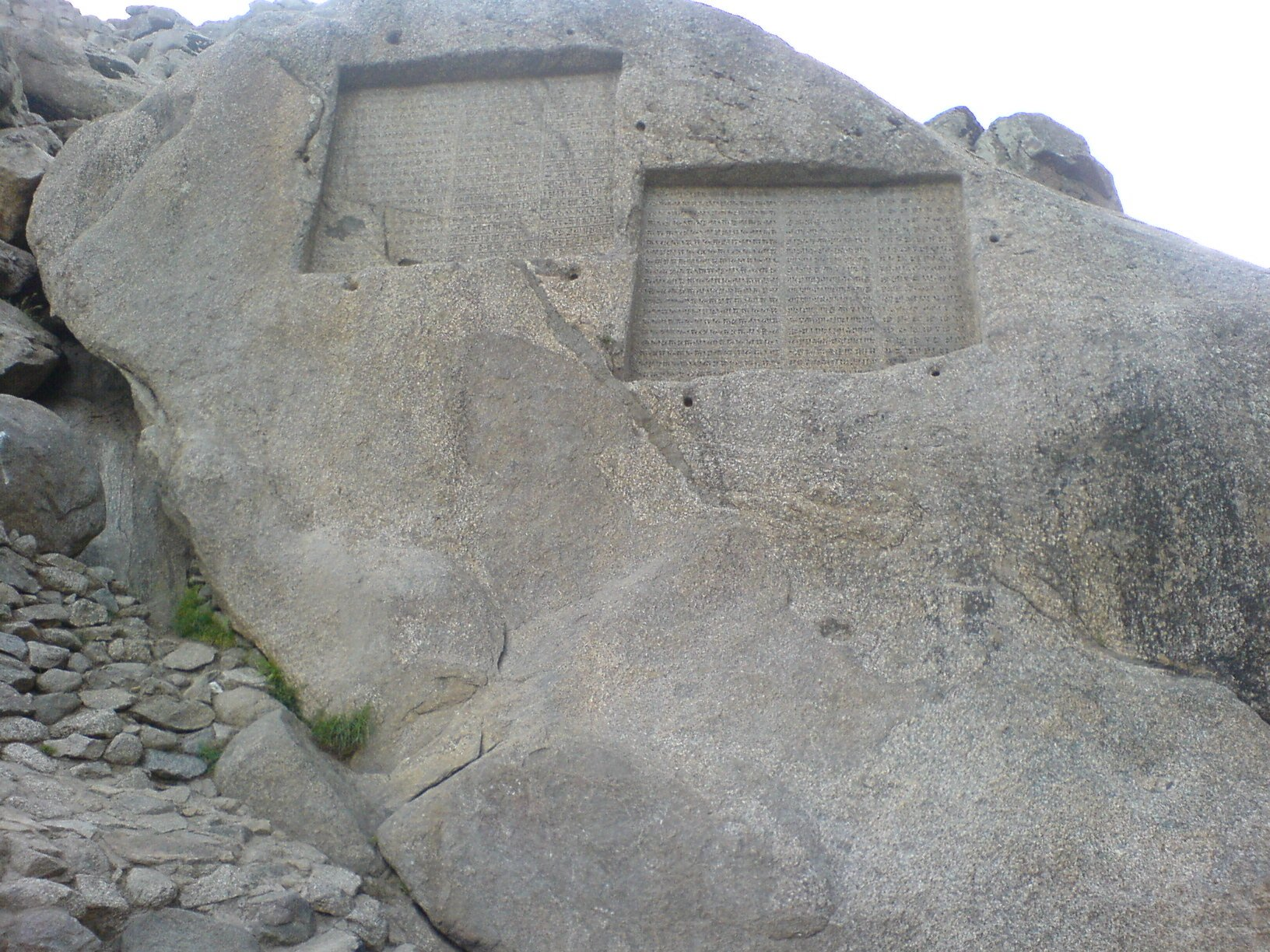
سنگ‌نبشته‌های گنجنامه در همدان

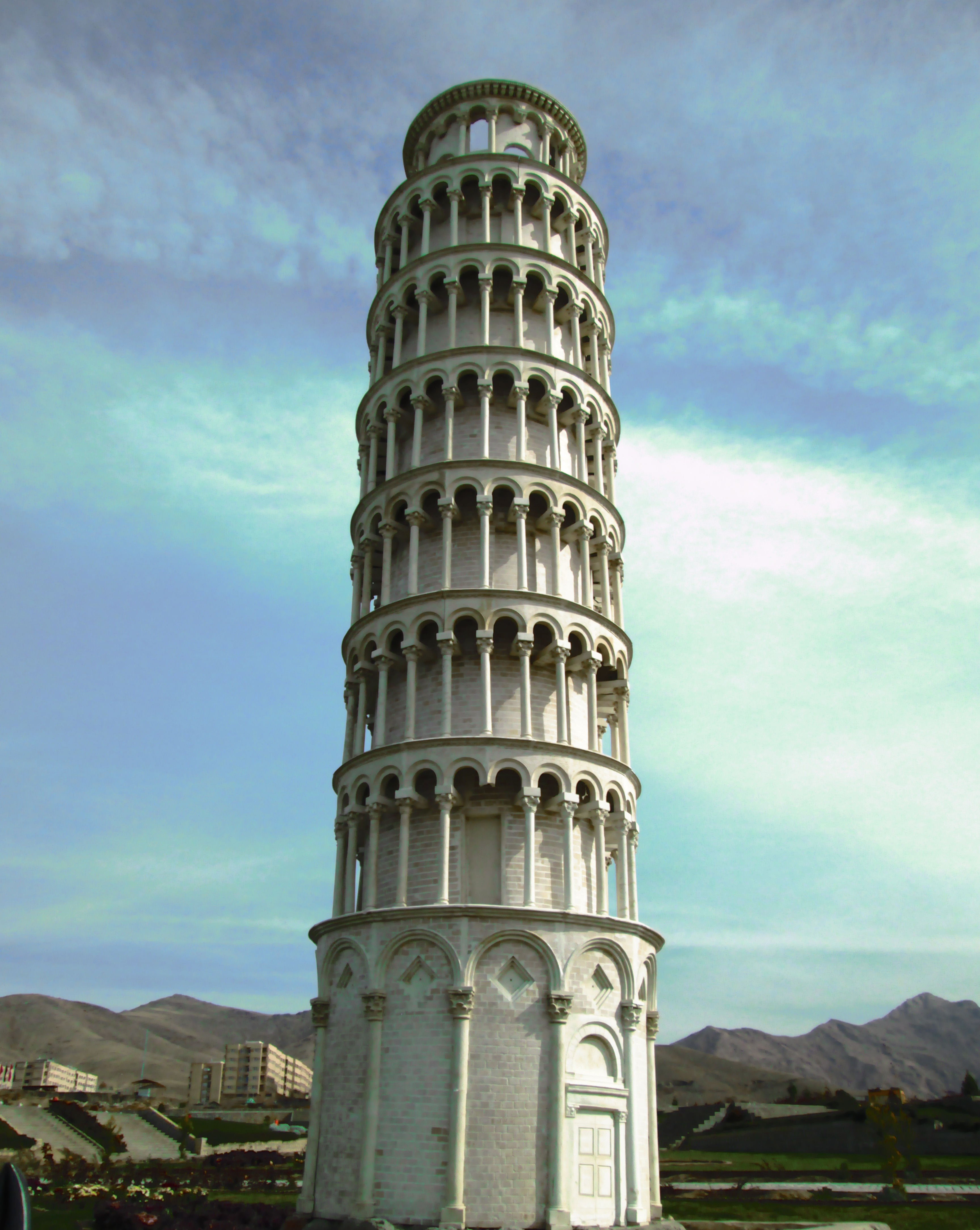
تندیس برج پیزا در مجموعهٔ جهان‌نما (مینی ورد) ملایر

بام ملایر

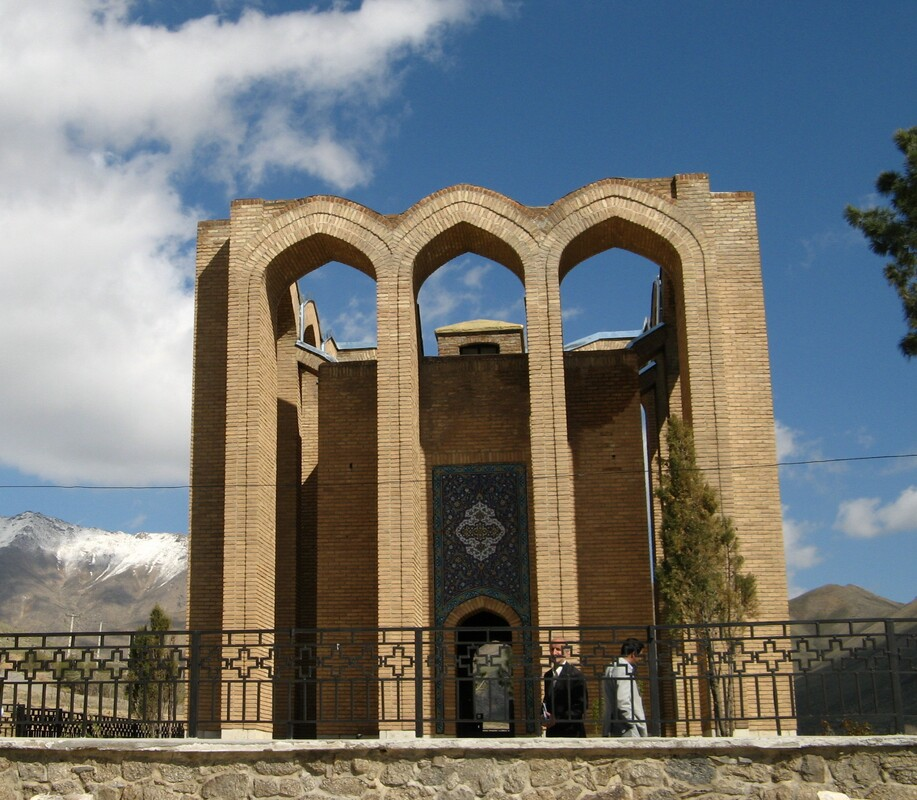
آرامگاه میررضی‌الدین در تویسرکان

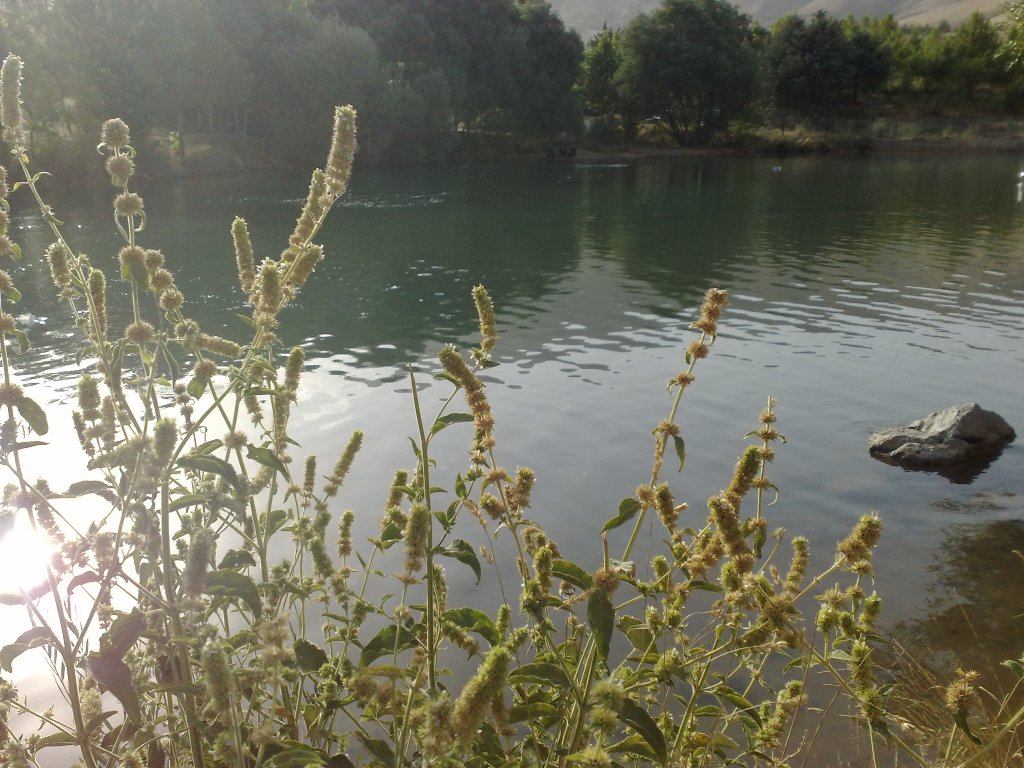
سراب گاماسیاب نهاوند

غار علیصدر در شهرستان کبودرآهنگ ودر۷۰کیلومتری شهرهمدان با روزانه پنج هزارگردشگر نقش به سزایی در جذب توریست دارد.

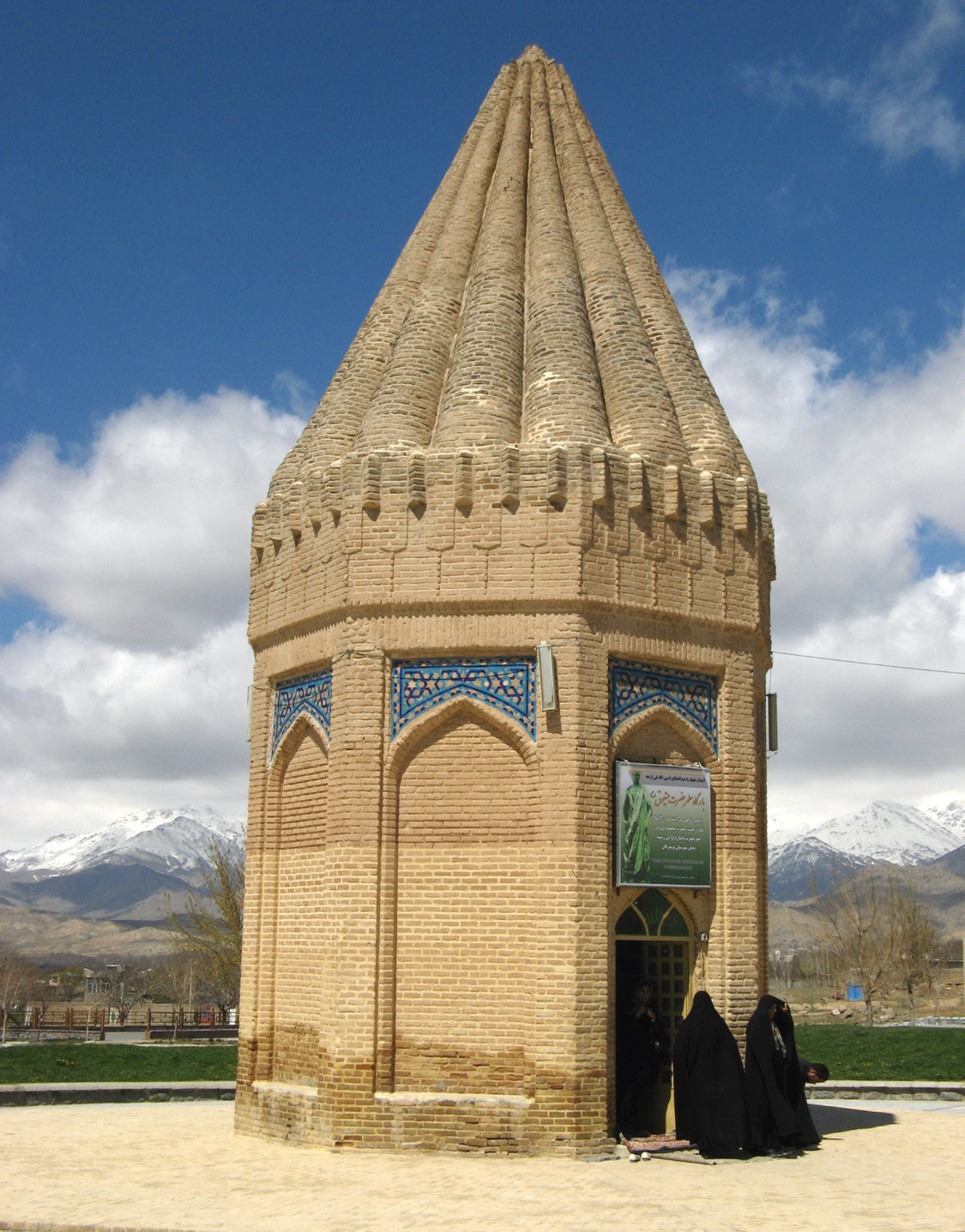
آرامگاه حبقوق پیامبر در تویسرکان

- بنای یادبود سیدجمال الدین اسدآبادی
- امامزاده چنار شیخ
- امامزاده پیرسلمان
- امامزاده بابامحمد بیاج
- امامزاده حسن‌آباد امام
- روستای تاریخی حبشی
- تالاب چم شور
- سد نعمت‌آباد
- دربند
- دره خنداب
- حمام قدیمی آجین

### همدان
- آرامگاه بوعلی سینا
- مجسمهٔ شیرسنگی
- شهر باستانی هگمتانه
- کتیبه‌های گنجنامه
- موزهٔ تاریخ طبیعی همدان
- گنبد علویان
- برج قربان
- مسجد جامع همدان
- آرامگاه استر و مردخای
- آرامگاه عارف قزوینی
- آرامگاه باباطاهر
- تله کابین گنجنامه
- روستای سنگی ورکانه
- موزهٔ هگمتانه
- کلیسای همدان
- آتشکدهٔ بهرام
- سد اکباتان
- تپهٔ عباس‌آباد
- پیست اسکی تاریک دره
- کوهستان الوند
- حمام محله حاجی

### ملایر
- پارکسیفیه
- منطقه توریستی بام ملایر
- موزه لطفعلیان خانه لطفعلیان
- سد کلان
- مسجد جامع ملایر
- ارگ باستانی نوشیجان ملایر.
- پارک ملل ملایر
- دریاچه کوثر
- یخچال میرفتاح
- قلعه انوج
- دریاچه سیفیه
- قلعه یزدگرد سوم
- شهر زیر زمینی سامن
- آرامگاه یوشع بن نون پیامبر یهود در ملایر.
- دژ گوراب ملایر
- آتشکدهٔ گره‌چقا
- مقبرهٔ باباپیره.

### نهاوند
- حمام حاج آقا تراب
- سراب گیان
- مسجد جامع نهاوند.
- قلعه اردلان (اشتران)
- تپهٔ گیان
- سراب ملوسان
- کوه گرین
- سراب گاماسیاب نهاوند

### تویسرکان
- تپه باستانی گونسپان
- پیامبر بنی اسراییل حیقوق نبی حیقوق
- آرامگاه میررضی‌الدین
- غار سراب
- کاروانسرای فرسفج.

### کبودرآهنگ
- غار علی‌صدر کبودرآهنگ
- غار سراب
- غار سوباشی کبودرآهنگ
- غار قلی‌آباد کبودرآهنگ
- سد کبودرآهنگ.
- امامزاده خاتون.
- حمام اعظم.
- قلعهٔ باشقورتاران کبودرآهنگ
- کوهستان قلی‌آباد کبودرآهنگ

### رزن
- کوهستان بوقاطی سردرود
- حمام دمق
- خانه آیت‌الله ملاعلی معصومی وفسی
- قلعهٔ طوراقیه

### بهار
- آرامگاه شیخ محمد بهاری
- شهر لالجین
- پارک جنگی یوخاری چای صالح آباد
- دشت بهار
- تپه قزل ملادستجرد
- تپه دینارآباد
- قله تپه دربند
- حمام بهمنی
- تپه قرق بهار
- تپه ریکان سفلی

### درگزین
- امامزاده اظهر درگزین
- مسجد شوند
- مسجد درجزین

### سایر دیدنی شهرها
- تپهٔ باباقاسم.
- سراب گنکاور کهنه.
- سراب فارسبان.
- بازار بزرگ و کاروان سراها
- امامزاده ابراهیم.
- امامزاده محمد.
- معبد لائودیسه.
- تپهٔ ابوذر.
- کوه آردوشان.
- پیل لاغه.
- پیست اسکی تاریک‌دره.
- مار چهل‌دم.
- موزهٔ جامع نظری.
- گور اسکندر.
- مسجد شاه تهماسب.
- امامزاده یحیی.
- امامزاده محسن.
- مسجد پیغمبر.
- مسجد میرزاتقی.
- درهٔ مرادبیگ.